# Piranbukten

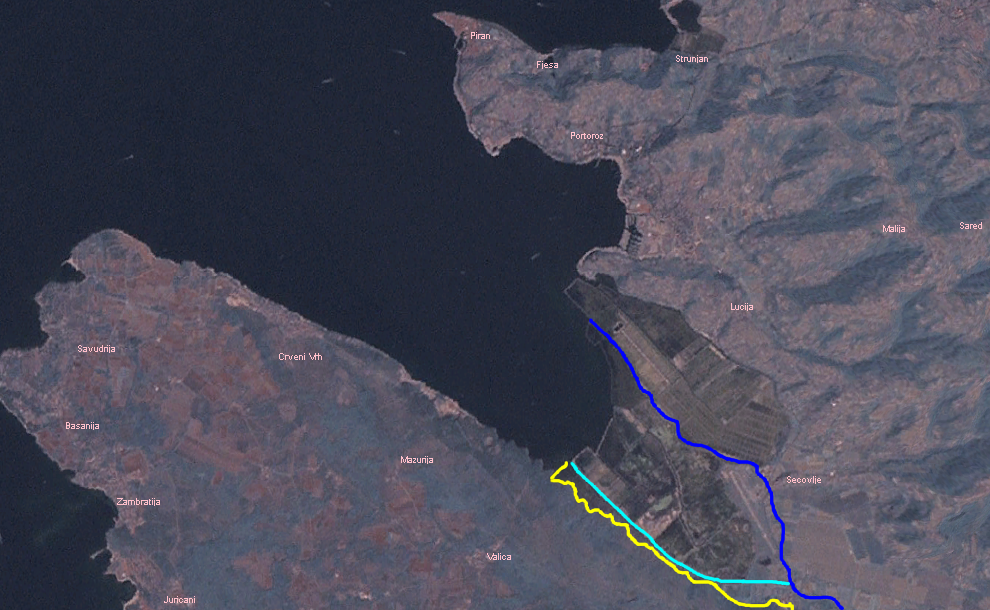
Satellitbild av bukten. Territorialvattnet och landområdet vid bukten är omtvistat och föremål för dispyt mellan Kroatien och Slovenien. Förklaring:
Floden Dragonjas ursprungliga utflöde i Adriatiska havet.
Sankt Odoricus kanal som enligt Kroatien utgör statsgränsen till Slovenien.
Sloveniens statsgräns mot Kroatien enligt slovensk synpunkt.

Piranbukten (slovenska: Piranski zaliv, kroatiska: Piranski zaljev eller Savudrijska vala, italienska: Vallone di Pirano) är en drygt 19 km2 stor bukt belägen mellan Kroatien och Slovenien i den nordöstra delen av Adriatiska havet. Den utgör Triestebuktens sydligaste del och är uppkallad efter den största orten vid bukten, den slovenska staden Piran. Bukten begränsas av en tänkt linje mellan Savudrijaudden i Kroatien och Madonaudden i Slovenien och är föremål för en territoriell dispyt mellan de båda staterna.

## Territoriell dispyt
Sedan år 1990 då Kroatien och Slovenien blev självständiga stater pågår en territoriell dispyt om bukten och landområdet närmast bukten. Konflikten har delvis ekonomiska undertoner kopplade till Sloveniens tillgång till internationella vatten. Med anledning av tvisten uppkom i Kroatien benämningen Savudrijaviken (Savudrijska vala) efter orten Savudrija. Detta namn används sedan dess i Kroatien.  
Med hänvisning till Förenta nationernas havsrättskonvention hävdar Kroatien att hälften av bukten är en del av landets territorialvatten och att havsgränsen mellan de båda staterna går i mitten av bukten. Slovenien hävdar å andra sidan rätten till hela eller större delen av bukten med hänvisning till samma havsrättskonvention. Slovenien argumenterar för historisk rätt till bukten. Åren 1954–1991 då de båda staterna ingick i Jugoslavien kontrollerades bukten nämligen av Pirans kommun. 
De båda länderna har kommit överens om att låta internationell domstol avgöra tvisten.